# 马骧聪
马骧聪（1934年1月5日—2024年4月6日），河南博爱人，中国环境法学家，中国社会科学院法学研究所研究员，中国社会科学院荣誉学部委员。